# Zopyros II.
Zopyros (altgriechisch Ζώπυρος), Sohn des Megabyzos und der Amytis, der Tochter des persischen Großkönigs Xerxes I., war ein persischer Adliger im Großreich der Achämeniden im 5. Jahrhundert v. Chr.
Gemeinsam mit seinem Bruder Artyphios unterstützte Zopyros ab 448 v. Chr. seinen Vater bei dessen Revolte gegen den Großkönig Artaxerxes I., bis der Vater sich nach erfolgreichem Kampf mit dem König versöhnte. Nach dem Tod des Vaters um 440 v. Chr. und der Mutter setzte sich Zopyros nach Athen ab und stellte sich dem delisch-attischen Seebund als Feldherr gegen Persien zur Verfügung. Bei der Belagerung von Kaunos an der kleinasiatischen Küste wurde er wohl um 429 v. Chr. von einem Steinwurf eines Verteidigers getötet. Seine Großmutter mütterlicherseits, die Königinmutter Amestris, ließ dafür die Bewohner der Stadt kreuzigen.
Zopyros diente möglicherweise den Historikern Herodot und Thukydides als Informant. Diese ist jedoch eine in der Forschung umstrittene Annahme.